# România la Jocurile Olimpice de iarnă din 1998
România a participat la Jocurile Olimpice de iarnă din 1998 cu 16 sportivi care au concurat la 6 sporturi (biatlon, bob, patinaj artistic, patinaj viteză, sanie și schi fond).

## Participarea românească
România a trimis la Nagano o delegație formată din 16 sportivi (12 bărbați și 4 femei), care au concurat la 6 sporturi cu 22 probe (13 masculine și 9 feminine). Delegația României a fost una dintre cele mai mici. 
Cele mai bune rezultate obținute de delegația României au fost locul 11 obținut de biatlonista Eva Tofalvi în cursa de 15 km. . Echipajul de sanie, Ion Cristian Stanciu – Liviu Cepoi, a terminat pe locul 16, Cornel Gheorghe a ocupat locul 21 la patinaj artistic, iar brașoveanca Mihaela Dascălu s-a clasat pe locul 24 în proba de 3.000 m la patinaj viteză.
La această ediție a Jocurilor Olimpice, delegația României nu a obținut niciun punct.

## Biatlon
| Sportiv     | Probă      | Ținte ratate      | Timp                | Loc |
| ----------- | ---------- | ----------------- | ------------------- | --- |
| Marius Ene  | 10 km (m)  | 2 (0 + 2)         | 31.54,8 (+4.38,6)   | 64  |
| Marius Ene  | 20 km (m)  | 5 (1 + 1 + 2 + 1) | 1:05.23,9 (+9.07,5) | 60  |
|             |            |                   |                     |     |
| Eva Tofalvi | 7,5 km (f) | 2 (1 + 1)         | 25.10,3 (+2.02,3)   | 31  |
| Eva Tofalvi | 15 km (f)  | 1 (0 + 0 + 1 + 0) | 56.48,6 (+1.56,6)   | 11  |

## Bob
| Sportiv                                                         | Probă                | Rezultat | Rezultat | Rezultat | Rezultat | Rezultat        | Rezultat |
| Sportiv                                                         | Probă                | Manșa 1  | Manșa 2  | Manșa 3  | Manșa 4  | Total           | Loc      |
| --------------------------------------------------------------- | -------------------- | -------- | -------- | -------- | -------- | --------------- | -------- |
| Paul Neagu Gabriel Tătaru                                       | România I (Bob-2 m)  | 56,38    | 56,10    | 55,54    | 55,64    | 3.43,66 (+6,42) | 25       |
| Florin Enache Mihai Dumitrașcu                                  | România II (Bob-2 m) | 56,03    | 55,86    | 55,97    | 55,87    | 3.43,73 (+6,49) | 26       |
| Florin Enache Marian Chițescu Iulian Păcioianu Mihai Dumitrașcu | România I (Bob-4 m)  | 55,01    | 55,37    | 55,68    | -        | 2.46,06 (+6,65) | 27       |

## Patinaj artistic
| Sportiv         | Probă      | Total puncte                                | Loc |
| --------------- | ---------- | ------------------------------------------- | --- |
| Cornel Gheorghe | Simplu (m) | 31,5 (program scurt: 21 - program lung: 21) | 21  |

## Patinaj viteză
| Sportiv           | Probă      | Finala           | Finala |
| Sportiv           | Probă      | Timp             | Loc    |
| ----------------- | ---------- | ---------------- | ------ |
| Dezideriu Horvath | 1500 m (m) | 1.57,35 (+9,48)  | 44     |
| Dezideriu Horvath | 5000 m (m) | 6.57,08 (+34,88) | 30     |
|                   |            |                  |        |
| Mihaela Dascălu   | 1500 m (f) | 2.08,77 (+11,19) | 34     |
| Mihaela Dascălu   | 3000 m (f) | 4.26,65 (+19,36) | 24     |

## Sanie
| Sportiv                          | Probă      | Rezultat | Rezultat | Rezultat | Rezultat | Rezultat          | Rezultat |
| Sportiv                          | Probă      | Manșa 1  | Manșa 2  | Manșa 3  | Manșa 4  | Timp              | Loc      |
| -------------------------------- | ---------- | -------- | -------- | -------- | -------- | ----------------- | -------- |
| Ion Cristian Stanciu             | Simplu (m) | 51,608   | 51,386   | 51,927   | 51,602   | 3.26,523 (+8,087) | 26       |
| Corina Drăgan                    | Simplu (f) | 53,653   | 53,329   | 52,714   | 52,542   | 3.32,238 (+8,459) | 27       |
| Ion Cristian Stanciu Liviu Cepoi | Dublu (m)  | 52,289   | 52,986   |          |          | 1.45,275 (+4,170) | 16       |

## Schi fond
Distanță
| Sportiv        | Probă                   | Rezultat                              | Rezultat      |
| Sportiv        | Probă                   | Timp                                  | Loc           |
| -------------- | ----------------------- | ------------------------------------- | ------------- |
| Zsolt Antal    | 10 km clasic (m)        | 31.41,0 (+4.16,5)                     | 69            |
| Zsolt Antal    | 30 km clasic (m)        | 1:43.56,6 (+10.00,8)                  | 45            |
| Zsolt Antal    | 50 km liber (m)         | abandon                               | nu a terminat |
| Zsolt Antal    | 10 km+15 km pursuit (m) | +5.42,2 (10 km:31.41 + 15 km:41.02,9) | 45            |
|                |                         |                                       |               |
| Monica Lăzăruț | 5 km clasic (f)         | 20.49,5 (+3.11,6)                     | 69            |
| Monica Lăzăruț | 15 km clasic (f)        | 55.18,2 (+8.22,8)                     | 56            |
| Monica Lăzăruț | 30 km liber (f)         | 1:32.41,7 (+10.40,2)                  | 34            |
| Monica Lăzăruț | 5 km+10 km pursuit (f)  | +6.58,0 (5 km:20.49 + 10 km:32.15,9)  | 60            |